# 日の丸文庫
日の丸文庫（ひのまるぶんこ）は、かつて大阪市中央区に所在していた日本の出版社、もしくはそこで出版されていた漫画単行本レーベル。
劇画のルーツといわれる漫画短編集『影』を出版していた。当時人気があった貸本漫画の西の雄として知られ、多数の有名劇画家・漫画家を輩出した。

## 概要
天理大学外国語学部を卒業した山田秀三が弟の山田喜一と共に1951年に創業。スイカ3個を元手に創業資金を集めたという逸話がある。当初の名前は東洋出版社であった。1953年末から八興、後に光映社、光伸書房と社名を変える。
赤本漫画家の久呂田まさみを顧問に迎え、本格的に貸本漫画の出版を開始する。辰巳ヨシヒロ、松本正彦、さいとう・たかを、佐藤まさあきらの新鋭漫画家をデビューさせ事業を拡大。青年漫画雑誌のハシリとなる短編集『影』シリーズをヒットさせ絶頂期を迎える。
勢いに乗った社長の山田秀三は、大人漫画を描いていた横山泰三ら漫画集団の単行本化の権利を買い付け、一般流通への進出を目論むが全く売れず多額の負債を背負う。1957年2月27日倒産。山田は手形の裏書きを書き換えた容疑で有価証券偽造罪に問われ大阪府警に逮捕される。
出版社の倒産で仕事を無くした日の丸専属漫画家は他の出版社に次々と移籍。短編集『影』の類似誌が多数出版され貸本漫画の黄金期が始まる。そんな中、久呂田まさみは主要メンバーだった辰巳ヨシヒロ、松本正彦、さいとう・たかをの囲い込みに成功。名古屋の出版社・セントラル文庫の資金提供で3人を引き抜き上京。東京都国分寺市のアパートに居を構える。
国分寺市は後に日の丸文庫に寄稿していた影丸穣也を始め多数の劇画漫画家があつまり劇画文化の中心地になる。
一度倒産した八興出版だが、1957年7月、光映社と社名を変え出版活動を再開。佐藤まさあき、石川フミヤス、K・元美津、桜井昌一、山森ススムらを呼び戻し契約で締め付けることで再起を図る。短編集『影』を月刊誌化し、時代劇短編集『魔像』を発行、日の丸文庫で住み込みで働きながら漫画を描いていた水島新司や平田弘史をはじめとする新人の躍進もあり、再び貸本漫画業界の第一線に復帰する。
だが、大手出版社が『週刊少年マガジン』や『週刊少年サンデー』といった週刊漫画誌を相次いで出版するようになり、流通が限られていた貸本漫画業界は途端に衰退する。日の丸文庫は再び一般流通に参入するべく、『影』をリニューアルし新書版として『ハイコミック』シリーズを創刊。その後『劇画マガジン』、『ごん』を一般書店向け雑誌として出版するが売上がふるわず、1970年初頭に出版社としての幕を閉じた。
2009年、小学館クリエイティブより劇画工房誕生50周年を記念して短編集『影』とライバル誌『街』の創刊号復刻版が発売された。

## 出版物

### 単行本・B6判ハードカバー
- 『日の丸まんが文庫』
  - 15『ウッカリ君とチャッカリちゃん』（いそじましげじ作）[4]
  - 18『恐怖の唐手打ち』（久呂田まさみ作）[5]
  - 21『とび出したお嬢さん』（いそじましげじ作）[6]
  - 22『どんぐり童子』（岡田正美作）[7]
  - 30『ふうせん侍』（岡田正美作）[8]
  - 31『スタァ誕生』（いそじましげじ作）[9]
  - 34『燃る大佛像』（四尾沢光雄作）[10]
  - 35『地獄門』（岡田正美作）[11]
  - 36『山の兄弟 : 横綱出世物語』（山口真民作）[12]
  - 39『蝶々捕物帖 : 痛快探偵漫画』（尾花美好作）[13]
  - 40『イダテン君』（久呂田まさみ作）[14]
  - 43『ガッカリエコちゃん : 痛快けっさく漫画』（菊池日出雄作）[15]
  - 45『お嬢さんに関する12章』（いそじましげじ作）[16]
  - 49『電光の門』（久呂田まさみ作）[17]
  - 50『母恋五十三次』（尾花美好作）[18]
  - 56『原爆スパイ』（中村将美作）[19]
  - 63『ゴジラ君』（久呂田まさみ作）[20]
  - 65『指紋なき男』（山森進作）[21]
  - 220『鬼剣八荒』（岩井しげお作）[22]

※237号で中断し、復刊後は新たに300号からの表記となり308号まで確認済。全246巻？

### 単行本・A5判ハードカバー
- 『日の丸まんが文庫』

※15巻まで確認済。

### 短編集・A5判
- 『影』本誌 全120巻　昭和31年4月創刊 - 昭和41年10月終刊。以後新書判として全6巻発刊。
- 『魔像』本誌 全86巻　昭和33年創刊 - 昭和40年6月終刊。
- 『オッス』本誌 全67巻　昭和36年創刊。
- 『きみとぼく』全11巻
- 『QP』全6巻
- 『中学生諸君』全5巻
- 『まんが笑点』『ヤングパンチ』など単発形式の短編集がある。

※なお、『影』『魔像』『オッス』については別冊表記の短編集・単行本が多数発刊されている。

### 雑誌・B5判
- 『まんがサンキュー』昭和38年7月創刊 - 昭和40年12月まで　※その後、『まんがジャイアンツ』に改称。
- 『まんがジャイアンツ』昭和40年12月 - 昭和43年3月まで
- 『劇画マガジン』昭和42年10月創刊
- 『ごん』昭和43年8月創刊 - 11月まで 全4巻

## 参考資料
- 佐藤まさあき 『「劇画の星」をめざして - 誰も書かなかった「劇画内幕史」』文藝春秋、1996年
- 辰巳ヨシヒロ『劇画漂流』青林工藝舎、2008年
- 松本正彦 『劇画バカたち』 青林工藝舎、2009年
- 辰巳ヨシヒロ 『劇画暮らし』本の雑誌社、2010年

## 出身漫画家
- さいとう・たかを
- 辰巳ヨシヒロ
- 松本正彦
- 佐藤まさあき
- 久呂田まさみ
- 桜井昌一
- 巴里夫
- 石川フミヤス
- K・元美津
- 山森ススム
- 水島新司
- 平田弘史
- とみ新蔵
- 山上たつひこ
- 影丸穣也
- 池上遼一
- 本宮ひろ志
- 政岡としや
- 梅本さちお
- 山松ゆうきち
- さだやす圭
- みやはら啓一
- 望月あきら
- 山本まさはる
- 篠原とおる
- 谷口守泰
- 高橋真琴